# Trijodtyronin

Den kemiska strukturen för L-trijodtyronin

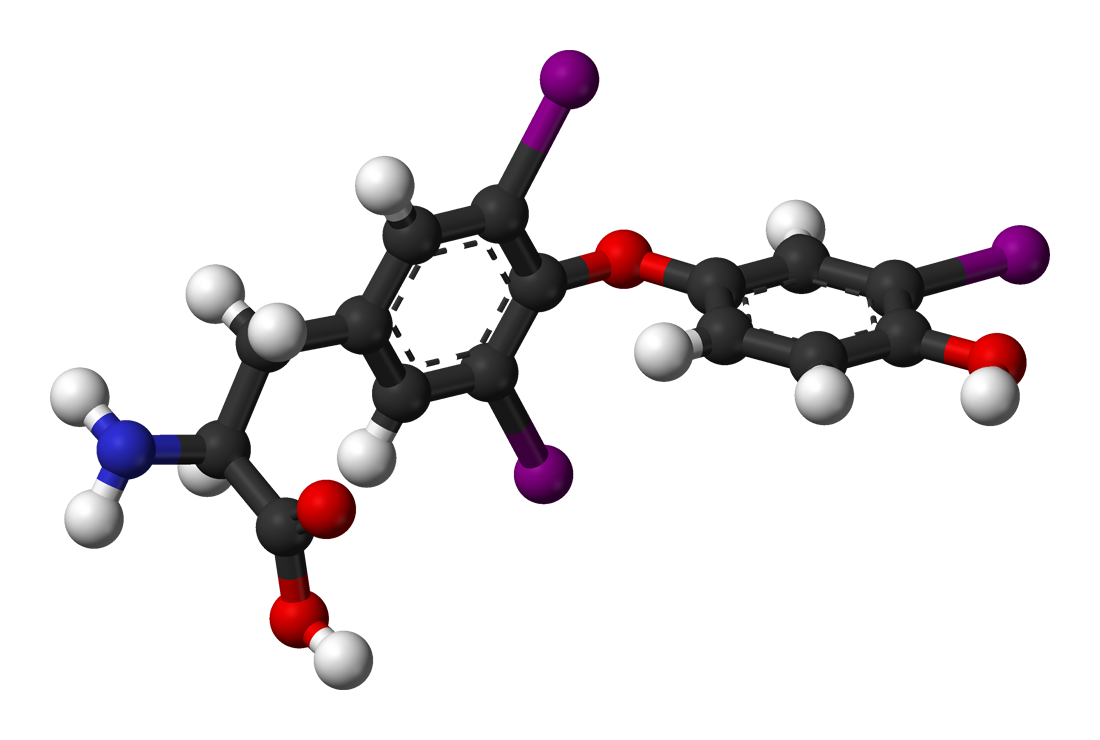
Den kemiska strukturen för trijodtyronin, notera de tre lila jodatomerna.

Trijodtyronin, liotyronin, eller 3,3',5-trijod-L-tyronin (T3) (C15H12I3NO4) är ett tyroideahormon. Det påverkar nästan alla fysiologiska processer i kroppen, däribland tillväxt och utveckling, ämnesomsättning, kroppstemperatur och hjärtfrekvens.
Produktionen av T3 och dess prohormon tyroxin (T4) i sköldkörteln (tyreoidea) aktiveras av hormonet tyreoideastimulerande hormon (TSH) som utsöndras från hypofysen. Mängden av T3 och T4 som produceras regleras med en feedback-loop. Förhöjda värden av T3 och T4 i blodet hämmar tillverkningen av TSH i hypofysen. När värdena av T3 och T4 minskar, ökar istället tillverkningen av TSH. Processen är därmed ett system med negativ feedback, vilket är avgörande för att balansera hormonmängden.
Såsom det egentliga tyreoideahormonet är effekten av T3 i vävnaderna ungefär fyra gånger starkare än T4. Av allt tyreoideahormon som kroppen tillverkar, utgör T3 endast omkring 20 % medan T4 utgör omkring 80%. Halveringstiden för T3 är ungefär 2,5 dygn, vilket kan jämföras med T4 vars halveringstid är ungefär en vecka.

## Bildande av T3

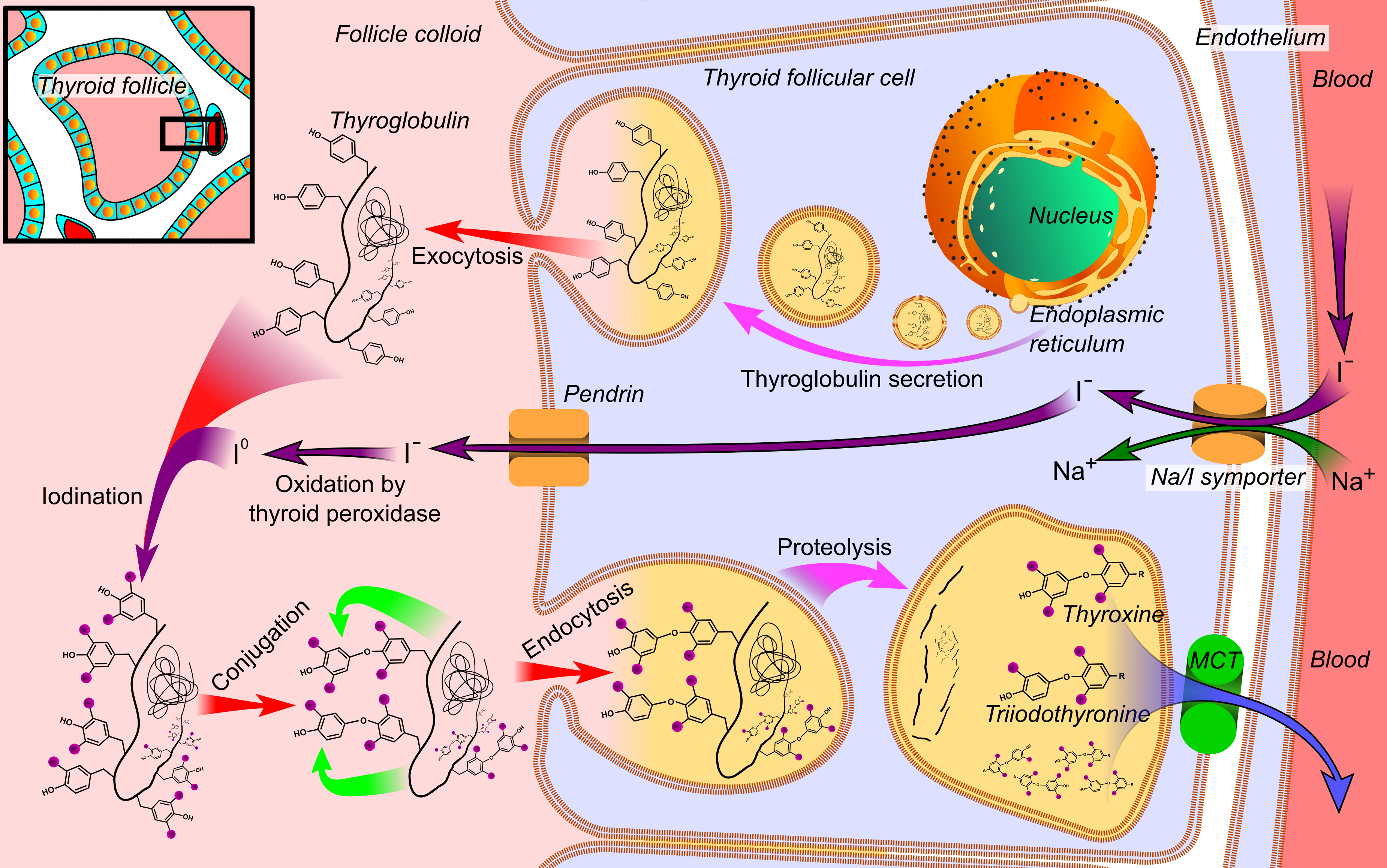
Syntes av tyreoideahormon, med T3 som slutprodukt längst ner till höger.

T3 är ett hormon som aktiverar ämnesomsättningen. Det består av tyrosin och 3 jodatomer, och bildas av tyroxin (T4) som är identisk med T3 så när som på att den har 4 jodatomer. T4 dejoderas av dejodinasenzymer för att omformas till det mera potenta trijodtyronin:
- Jodtyronindejodinas typ I bildas i levern och står för omkring 80% av dejoderingen av T4. Den består delvis av en kodon selencystein, vilken den måste ha för att fungera tillfredsställande.[5]
- Jodtyrosindejodinas typ II bildas i sköldkörteln och har flavin som kofaktor. Typ II bildar trijodtyronin genom att katalysera restprodukter från tyroxinbildningen (monojodtyrosin och dijodtyrosin).

Som regel finns ett samband mellan värdena av T4 och T3; hos samma person är de båda något höga, något låga eller mittemellan. Dock är konverteringen av T4 till T3 mycket känslig för ändrade endogena tillstånd. Vid till exempel stress, allmänsjukdomar eller nedsatt njur- eller leverfunktion är konverteringen sämre.
Höga halter av kortisol minskar konverteringen av T4 till T3, liksom brist på selen gör. Det senare kan till exempel uppkomma vid allvarliga kroppsskador. Betablockerare, som ofta ges till personer med giftstruma, kan sänka nivåerna av T3. Hos en del blir den minskade bildningen av T3 konstant efter en månads behandling. Nivåerna T3 ökar av fetma och minskar vid anorexia nervosa, som en del av en metabol anpassning till energiintaget.

## Verkningsmekanism
T3 och T4 fäster vid kärnreceptorer, sköldkörtelhormonreceptorer. T3 (och T4) är mycket fettlösligt och kan därför passera lagrerna av fosfolipider i målcellerna. T3:s fettlöslighet beror på att den i blodomloppet är fäst vid transportproteinerna tyroxinbindande globulin (TBG), transtyretin (prealbumin, TBPA) och albumin. Sköldkörtelreceptorerna modulerar vävnadens känslighet för T3, och när T3 fäster vid dem signalerar den till målcellen att agera.

## Effekter
T3 höjer basalomsättningen och ökar därigenom förbrukningen av kroppens syre och energi. Basalomsättningen är miniminivån av vad kroppen förbrukar i kalorier, det vill säga i viloläge. T3 verkar i nästan samtliga av kroppens vävnader, med några få undantag som testiklarna och mjälten. Den ökar produktionen av Na+/K+ -adenosintrifosfataser.
- Protein - T3 stimulerar till bildning av RNA-polymeras I och II, och bidrar därmed på ett avgörande sätt till proteinsyntes. Den bidrar också till att proteinerna bryts ner. Vid höga värden T3 är nedbrytningen snabbare än syntesen, och kroppen kan då hamna i en negativ jonbalans.
- Glukos - T3 gör de beta-adrenerga receptorerna mer effektiva vid metabolismen av glukos. Det ökar därför hastigheten på nedbrytningen av glukos och hastigheten på glukossyntesen.
- Lipider - T3 stimulerar nedbrytningen av kolesterol och ökar antalet LDL-receptorer, varigenom lipolysen sker snabbare.
- Hjärtat - T3 ökar hjärtfrekvensen och kraften i hjärtats sammandragning. Därigenom, och eftersom hjärtats beta-adrenerga receptorer ökar i antal, blir hjärtminutvolymen högre.[10] En följd av detta är det systoliska blodtrycket blir högre och det diastoliska blodtrycket blir lägre.
- Utveckling - Effekten av T3 är avgörande på den embryonala utvecklingen och tillväxten fram till vuxen ålder. Det påverkar utvecklingen av lungor och centrala nervsystemet innan födseln. Det stimulerar tillverkningen av myelin, signalsubstanser och tillväxten av nervcellsutskott. Dessutom påverkar det längdtillväxten av skelettbenen.
- Signalsubstanser - T3 kan möjligen öka serotoninnivåerna i hjärnan, i synnerhet i hjärnbarken, och minska 5HT-2-receptorerna, vilket studier på försöksdjur antyder, då T3 motverkade inlärd hjälplöshet.[11]

## Blodvärden av T3
Det finns två sätt att mäta nivåerna av T3 med blodprov. Dels kan det fria T3 mätas, vilket är en indikator på nivån av T3:s aktivitet i kroppen. Dels kan det totala T3 mätas, vilket innefattar det T3 som är bundet till transportproteiner.
Blodvärdet av fritt T3 testas ibland vid misstanke om giftstruma eller hypotyreos. Om giftstruma nyss brutit ut reagerar T3 snabbare än T4, men vid hypotyreos är det tvärt om. Dessutom förekommer fall av T3-toxikos eller euthyroid-sick syndromes, då endast T3 och inte T4 är påverkat. Att mäta totala T3 kan ge missvisande resultat eftersom mer transportprotein kan ge falskt höga värden, då det är det fria T3 som är aktivt. Som regel är dock både T4 och T3 höga eller låga. Avvikelser från detta kan, förutom vad som nämnts, bland annat bero på annan allvarlig allmänsjukdom, tyroideahormonresistens, eller allvarlig kroppsskada då konverteringen av T4 till T3 minskar.
Barn och ungdomar kan ha högre värden fritt T3 än vuxna utan att det är kliniskt betydelsefullt. Referensvärdena varierar för olika laboratorier och testmetoder. För vuxna (icke-gravida) är referensvärdet mellan 2,5-4,0 och 6,0-6,8 pmol/L, och för barn innan skolåldern 2,5-3,0 - 6,0-9,1 pmol/L. Referensvärdena för totalt T3 är ungefär 1,3-3,1 nmol/L för vuxna.